# Гава-Магал

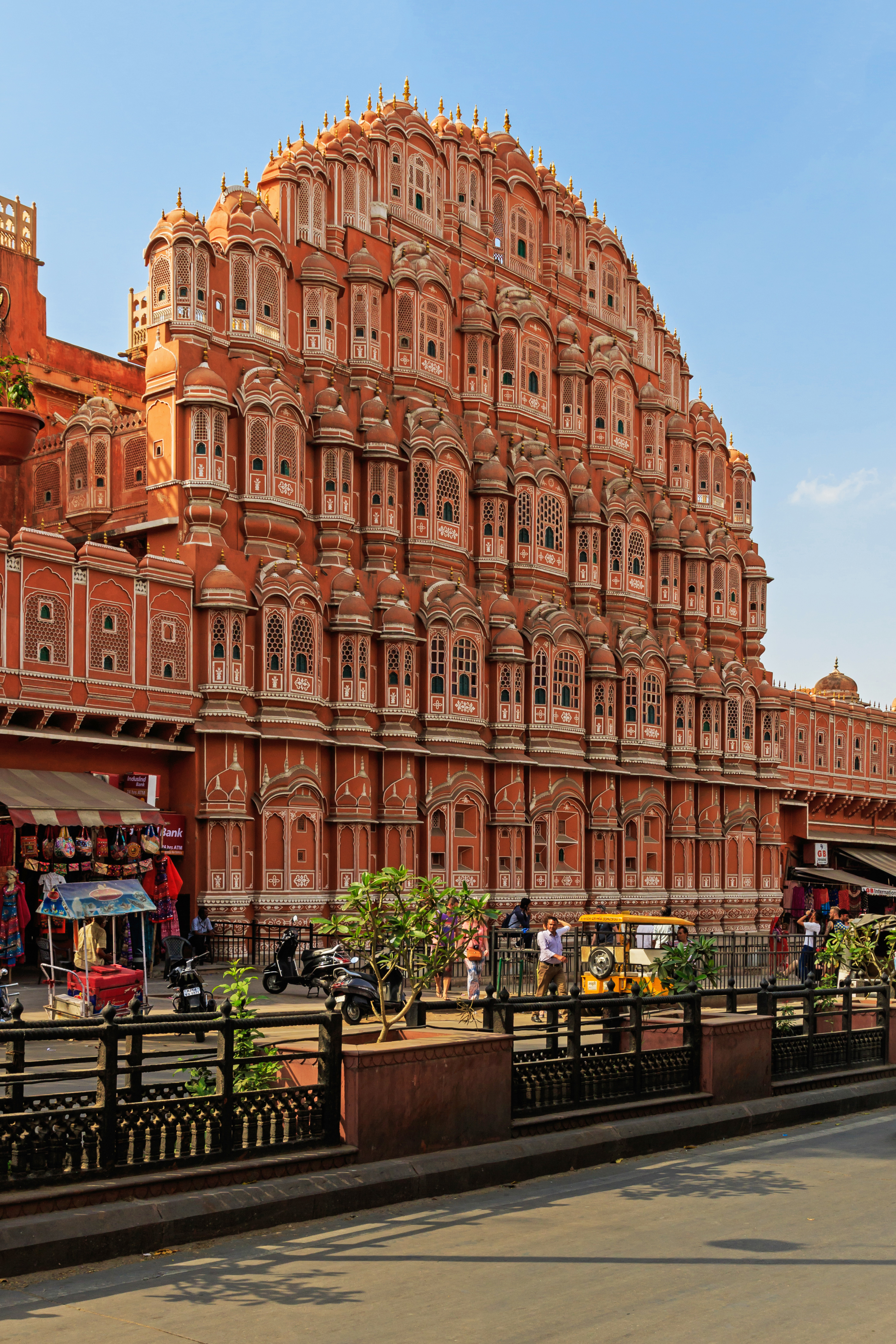
Палац вітрів (Джайпур)

Гава-Магал (або палац вітрів) — п'ятиярусне гаремне крило палацового комплексу Джайпурського магараджі Савай Пратап Сингха (правив у 1778 — 1803), побудоване не пізніше 1799 року з рожевого пісковика у формі вінця Крішни.
Фасад будівлі пронизаний 953-ма крихітними віконними отворами, які дозволяли провітрювати приміщення у спекотні дні. Звідси назва споруди — «палац вітрів».
Гава-Магал — найпримітніша архітектурна пам'ятка Джайпура і одна з відоміших пам'яток раджпутської архітектури.

## Галерея

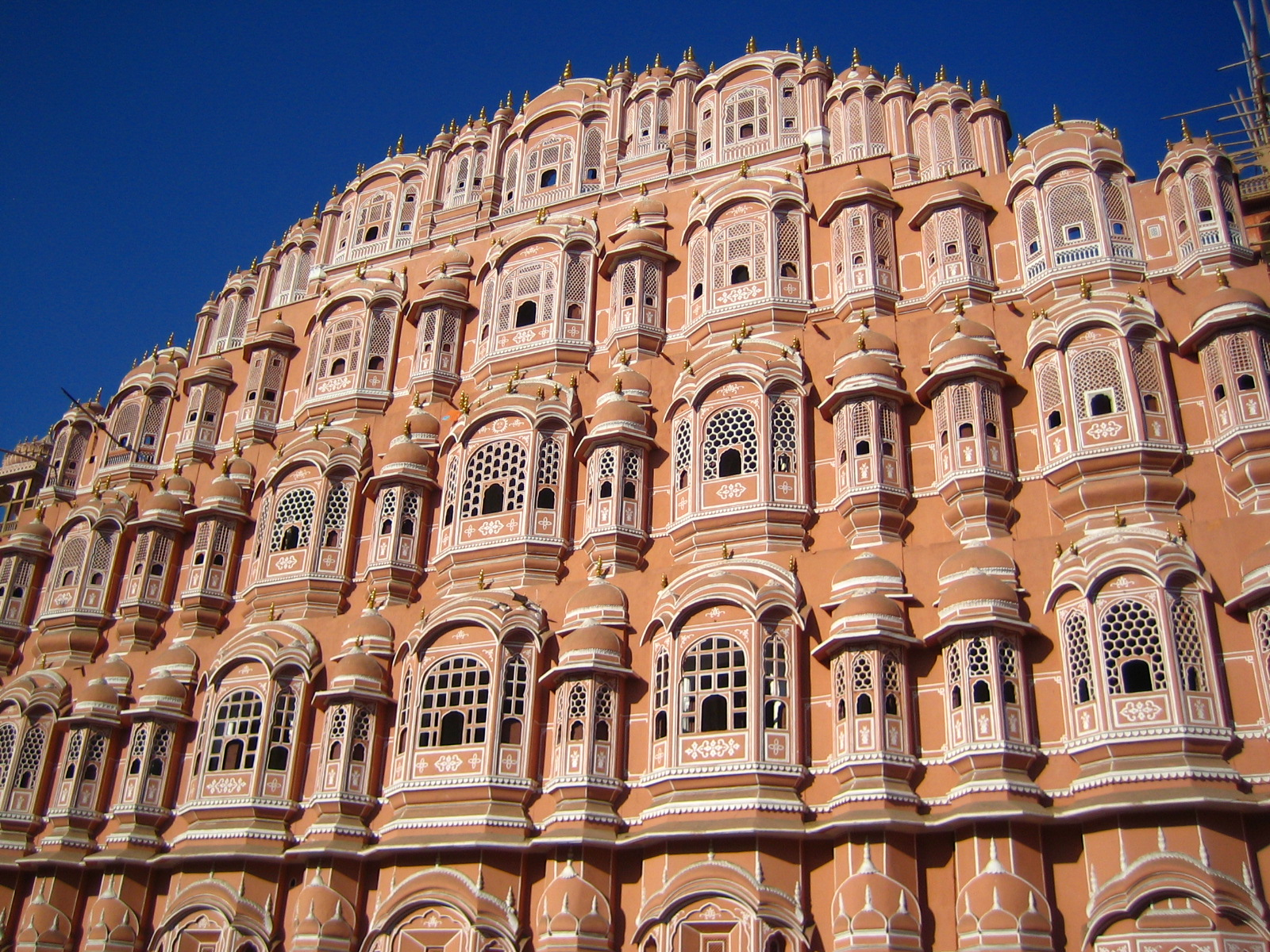
Фасад.
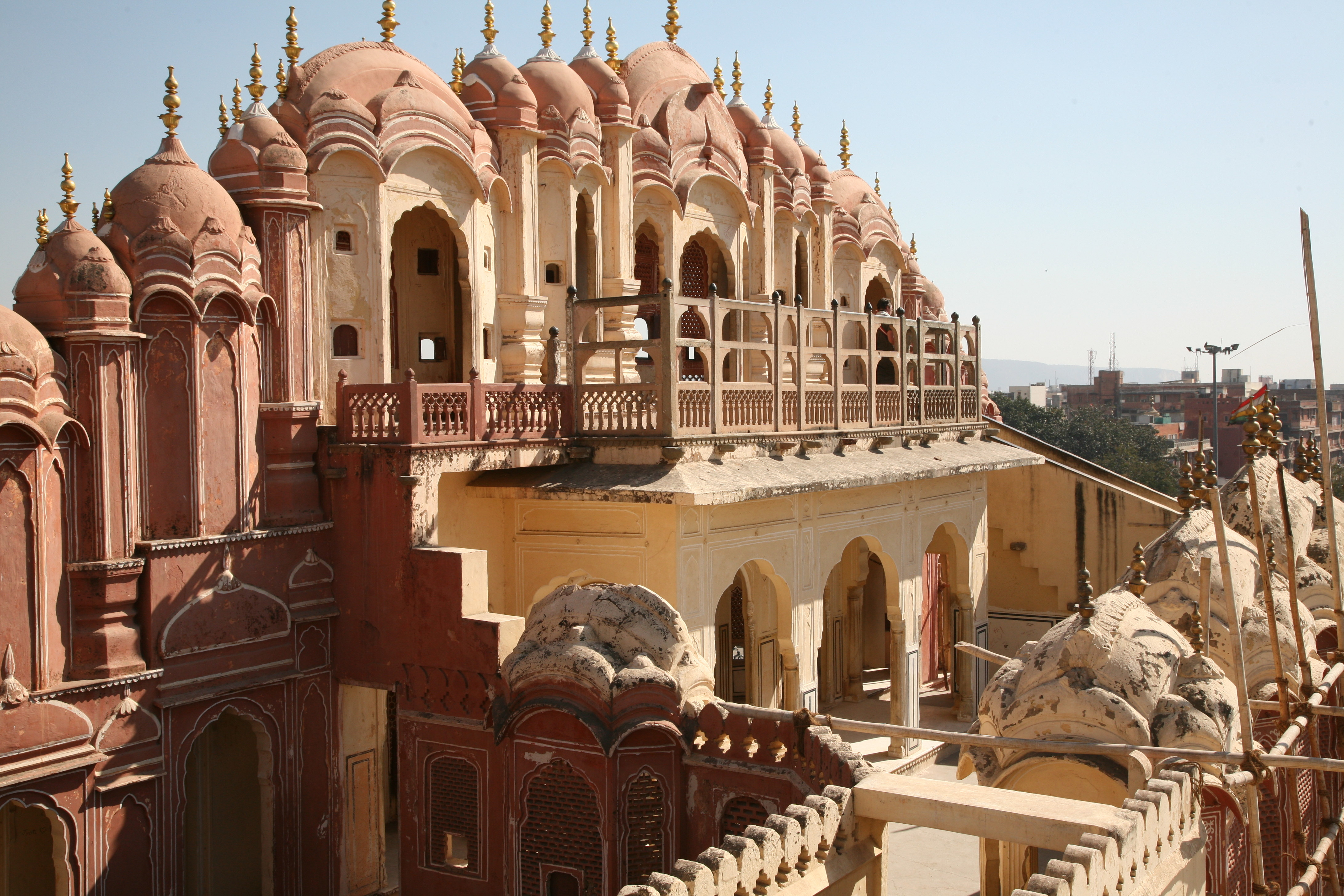
Вид згори
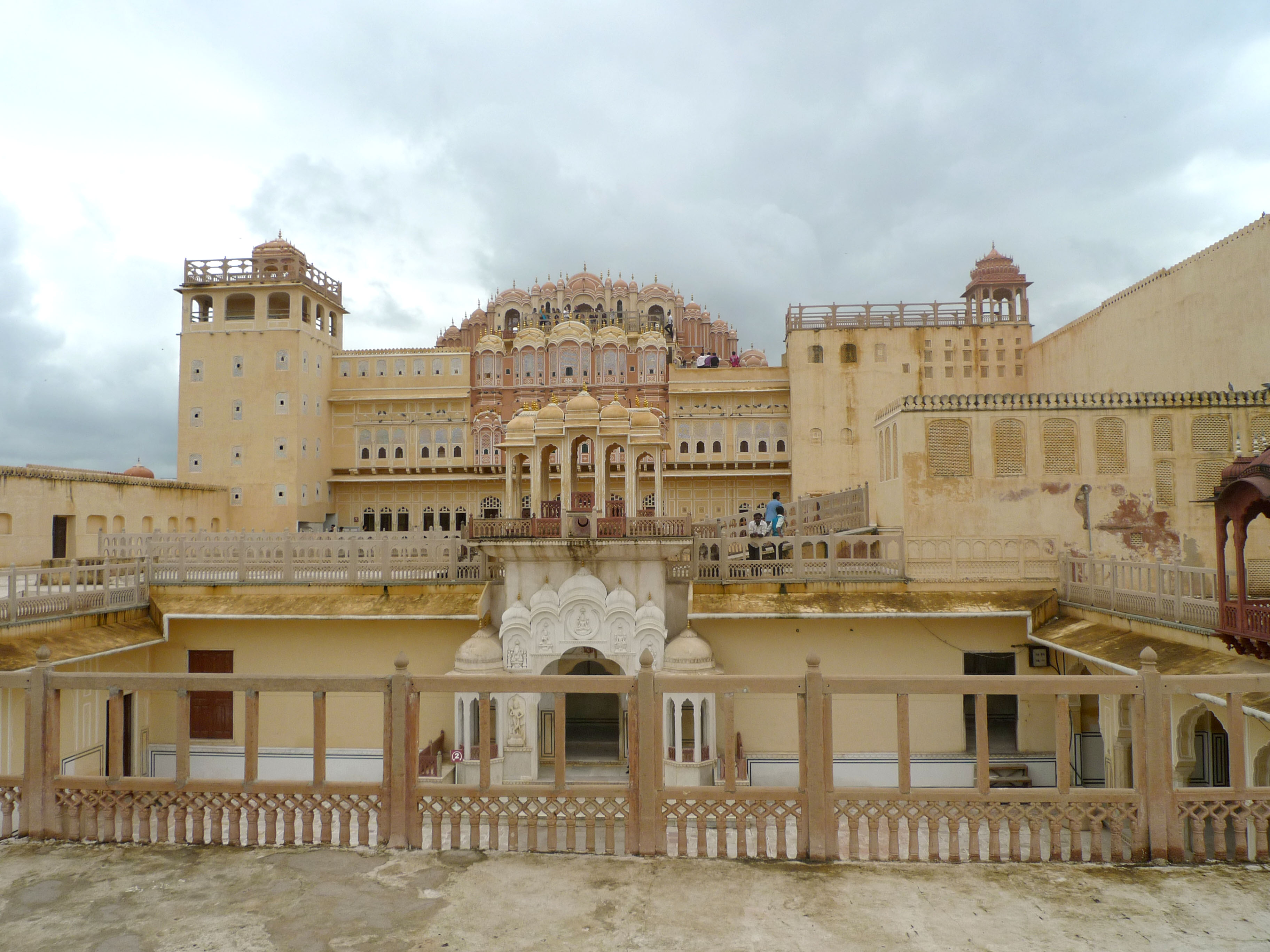
Вид зсередини
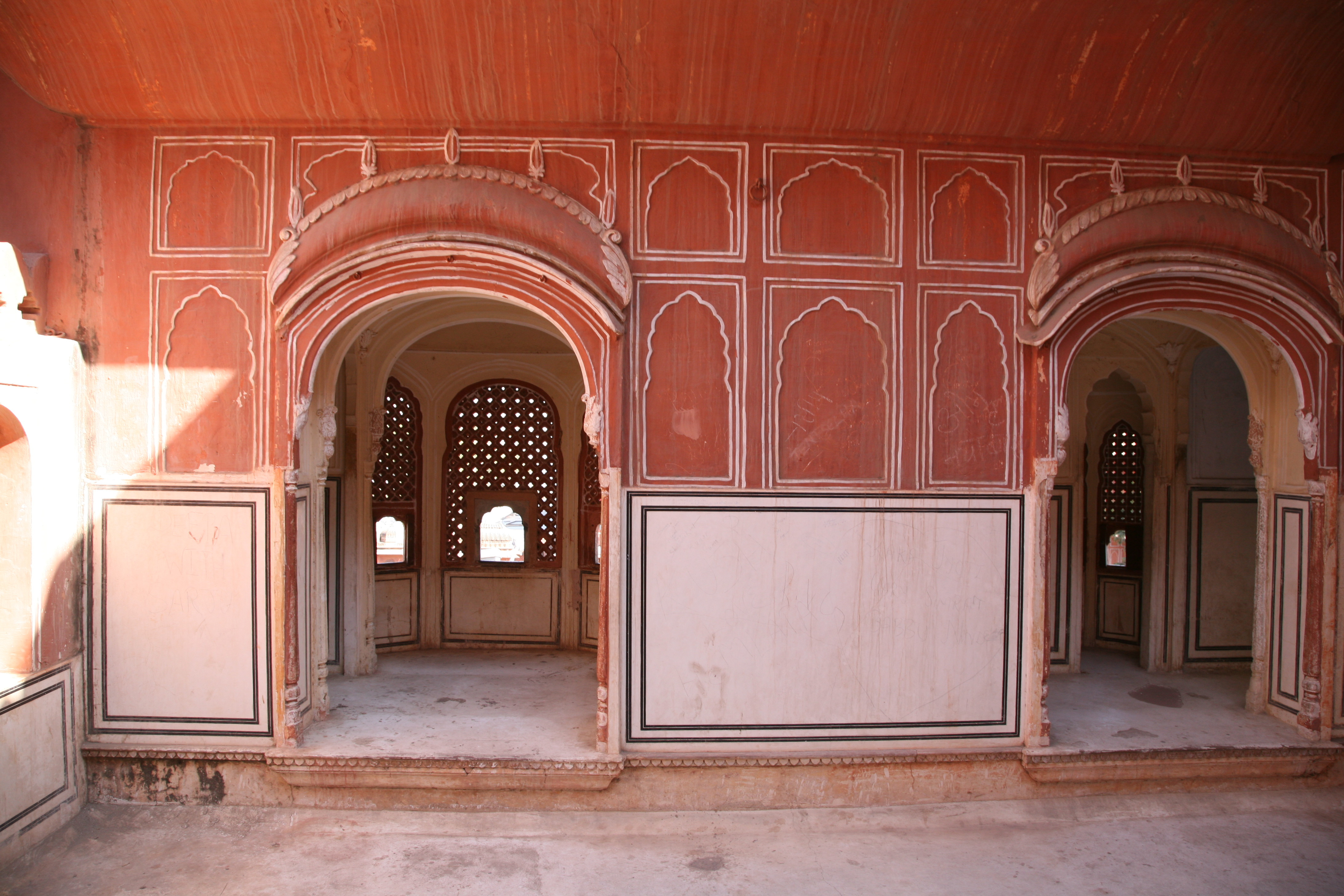
Інтер'єр
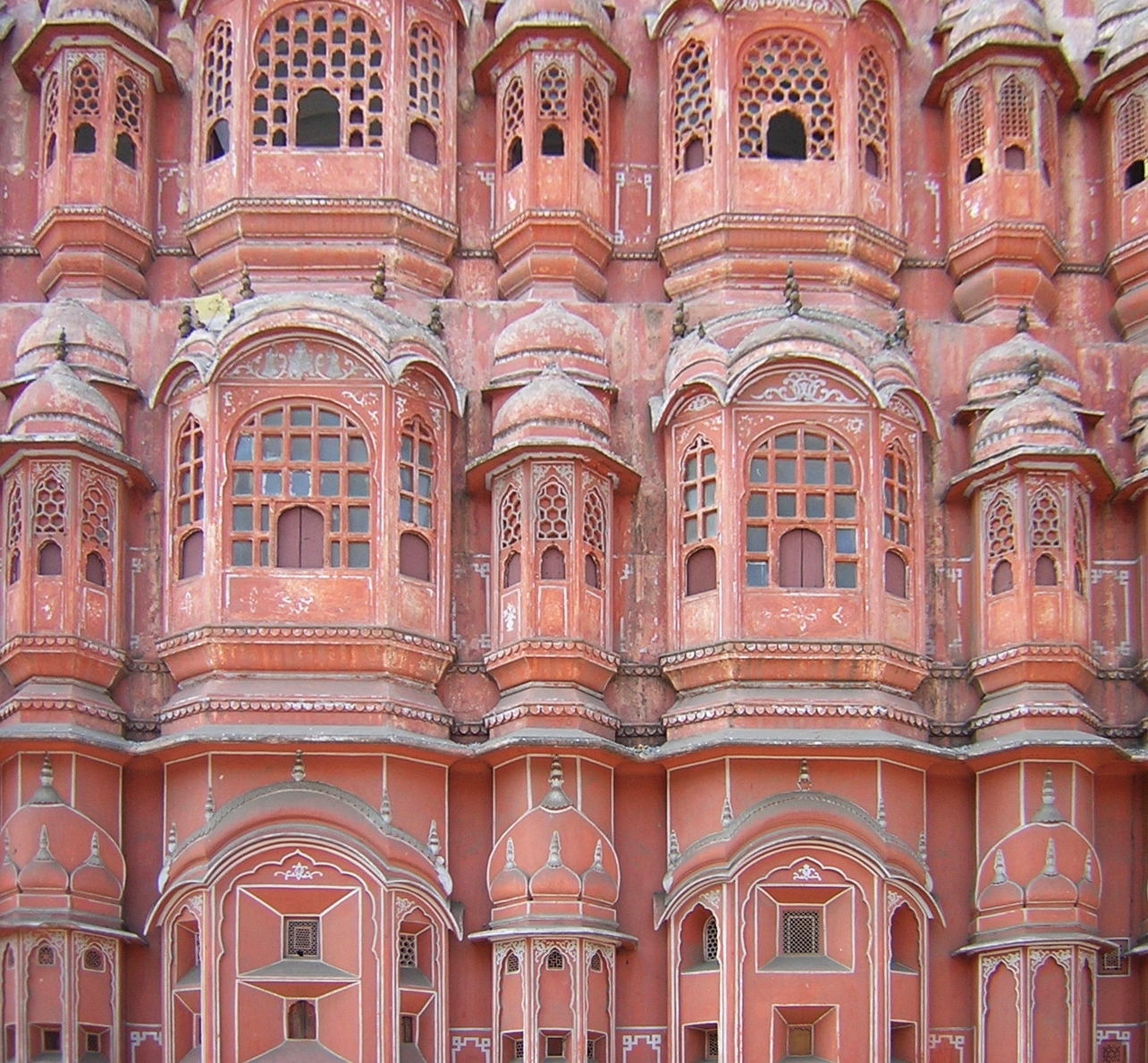
Фрагмент фасаду